# ماسانوبو إيزومي
ماسانوبو إيزومي (باليابانية: 泉 政伸) (8 أبريل 1944 في هيروشيما في اليابان – )؛ هو لاعب كرة قدم ياباني سابق كان يلعب كمهاجم. سبق له أن لعب مع منتخب اليابان.

## وصلات خارجية
- ماسانوبو إيزومي على موقع ناشيونال فوتبول تيمز (الإنجليزية)
- ماسانوبو إيزومي على موقع عالم كرة القدم.نت (الإنجليزية)

- National Football Teams
- Japan National Football Team Database